# Eugène Motte (homme politique, 1860-1932)
Pour les articles homonymes, voir Eugène Motte et Motte.
Pour les autres membres de la famille, voir Famille Motte.
Eugène Motte, né le 15 décembre 1860 à Roubaix (Nord) et mort le 23 octobre 1932 dans la même ville, est un industriel du textile et un homme politique français.

## Biographie
Fils de l'industriel Alfred Motte-Grimonprez, neveu de Louis Motte-Bossut et beau-frère d'Eugène Mathon, il est à son tour un puissant homme d'affaires, président de la Chambre de commerce de Roubaix-Tourcoing, président du Crédit du Nord (1928-1932), administrateur de la Compagnie des chemins de fer du Nord, de la Compagnie internationale de Suez. Il développe ses entreprises à Roubaix, mais aussi en Russie et en Pologne (dans la partie alors occupée par la Russie). En 1902 le journal catholique Le Pèlerin en dresse ce portrait édifiant :
« Industriel, fils d'industriel, enfant de Roubaix, marié à vingt-quatre ans, il est, à quarante et un ans, chef de neuf usines donnant du pain à 8 000 ouvriers et père de huit enfants. Il a, en outre, fondé deux usines en Pologne et des plus considérables. »
On le décrit aussi comme « sachant parlant aux ouvriers leur langage (leur patois) » et d'abord peu enclin à envisager une carrière politique. 
Il est conseiller général (1895-1907), député du Nord (1898-1906), maire de Roubaix (1902-1912) et longtemps l'adversaire local du socialiste Jules Guesde. Il fonde et préside en 1903 la Fédération républicaine qui regroupe les républicains modérés et libéraux de centre-droit hostiles au Bloc des gauches. En juin 1903, il prend brièvement la présidence de l'Union du commerce et de l'industrie pour la défense sociale, une association patronale politisée hostile au programme économique des partis de gauche. Il est invité à discourir devant les membres de l'Union l'année précédente, pour y présenter son action à Roubaix. 
Alors qu'il est à la mairie de Roubaix, on lui doit les derniers aménagements du Parc Barbieux et la construction du nouvel Hôtel de Ville. C'est aussi sous son mandat que se déroule l'Exposition internationale du Nord de la France en 1911. Les critiques concernant le coût de cette exposition expliquent en partie la défaite d'Eugène Motte aux élections municipales de 1912 face au socialiste Jean-Baptiste Lebas.
Il s'est constitué prisonnier le 14 octobre 1914 lorsque les Allemands occupent Roubaix et exigent des otages parmi les notables, puis il est relâché. Son attitude patriotique pendant la Grande Guerre, durant l'occupation de Roubaix par les Allemands (il refuse de confectionner des sacs destinés à la protection des tranchées allemandes) lui vaut d'être emprisonné aux bains roubaisiens, transformés en prison, puis interné au camp de Güstrow en Allemagne en 1915. Toutefois, il parvient à s'échapper et regagne la Belgique où il organise le ravitaillement de la France occupée,.
En 1930, il regrette que « la frugalité ait partout disparu » et condamne « l'aguichage exercé par les vitrines des petits magasins », voyant dans ce besoin de se détendre et de jouir de la vie un « bouillon de culture » tout préparé pour les théories révolutionnaires.

## Distinctions
- Chevalier de la Légion d'honneur

## Postérité

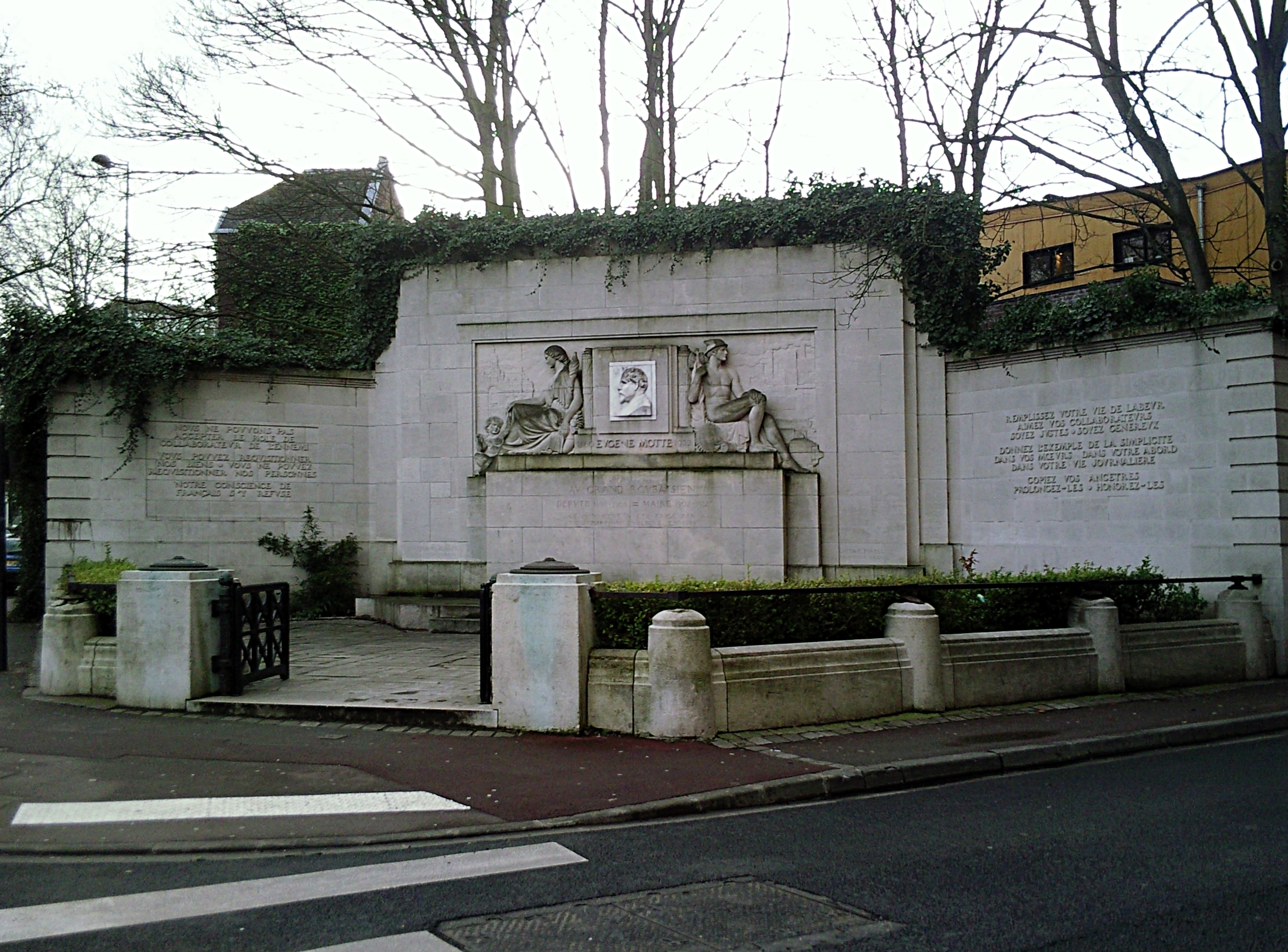
Monument en hommage à Eugène Motte à Roubaix

Marié à Julie Duthoit, il est le beau-père d'Édouard Roussel. Parmi ses petits-enfants figurent Eugène Motte (1910-1983), sénateur Union pour la nouvelle République (UNR) du Nord (1959-1965) et Bertrand Motte, député de Roubaix de 1958 à 1962 et président du CNI (Centre national des indépendants) de 1975 à 1980.

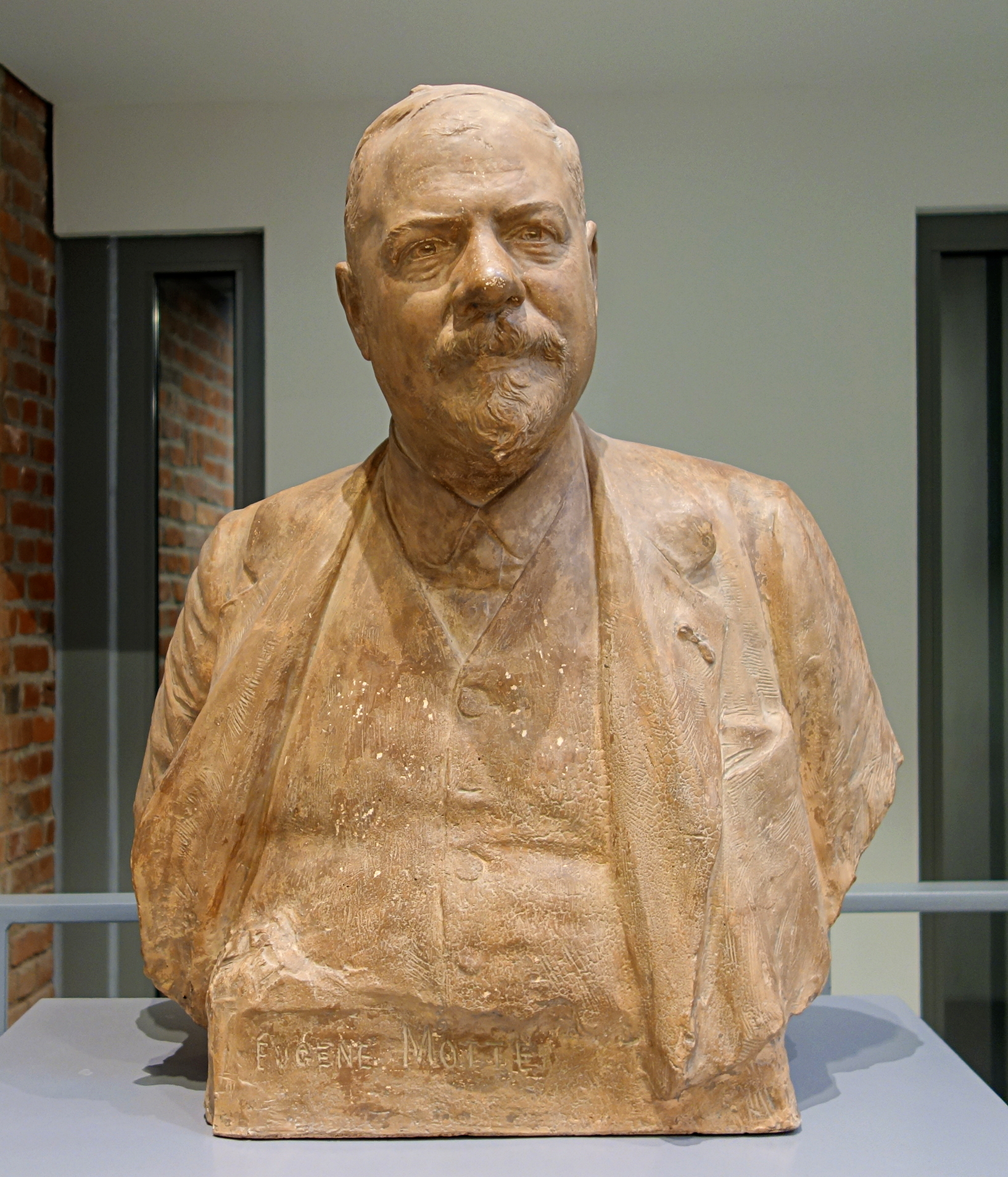
Buste d'Eugène Motte par Corneille Theunissen, 1893, plâtre patiné, Musée d'Art et d'Industrie de Roubaix

En 1893 le sculpteur Corneille Theunissen (1863-1918) réalise un buste d'Eugène Motte en plâtre platiné, qui est aujourd'hui exposé au Musée d'Art et d'Industrie à Roubaix dit « La Piscine », auquel il a été donné en 1932.
Un monument à la mémoire d'Eugène Motte est érigé à Roubaix, à l'angle de la rue de la Poste et du boulevard du Général Leclerc. Il est inauguré en 1935.